# Palazzo marchesale di Lizzano
Il Palazzo Marchesale di Lizzano è un edificio cinquecentesco situato nell'omonimo comune pugliese.

## Storia
Negli ultimi dieci anni il paese si è esteso molto verso nord, da est ad ovest, mantenendo caratteristiche strade lineari e ortogonali, con predilezione soprattutto per le case basse mediterranee che sono topograficamente unite le une alle altre e che, dal punto di vista condominiale sono separate, per affermare il piccolo dominio tipico della civiltà contadina. Il Palazzo Marchesale (Castello) è situato ai piedi del poggio su cui gradatamente s'adagia il paese, si presenta con linee sobrie e severe. Secondo alcuni studiosi fu costruito su di un antico nucleo normanno dal duca Goffredo Pandone primo feudatario di Lizzano nel XVI secolo, di cui rimane solo un torrione, passato poi successivamente nel corso degli anni di mano in mano ai vari marchesi di Lizzano tra cui: il marchese Chyurlia, la famiglia De Raho, il duca Clodino.
Successivamente rimaneggiato e ampliato. Secondo altri la sola parte nord-ovest è antecedente al XV secolo e quindi potrebbe riferirsi ad una fase normanna o sveva, mentre la parte sud-est è sicuramente posteriore. Il disegno architettonico ci rivela nel suo complesso ch'esso è opera quattrocentesca privo com'è di torri, di fossati, di cinte che quasi sempre fasciavano i castelli dei secoli anteriori. Ha nell'interno un breve recinto, che fungeva da atrio. Un ampio scalone conduce al primo piano dove spaziose sale si inseguono con il loro aspetto grave e severo, tanto per l'altezza dei vani, che la loro vastità. Nell'interno si scorge ancora la traccia del cosiddetto" Pozzo della morte", nel quale forse giacciono ancora i resti delle vittime sepolte. L'edificio aveva la forma di un quadrilatero e ospitava a pianterreno il frantoio, il mulino, il granaio, i magazzini e le scuderie. La Cappella di cui il castello è dotato, al presente chiusa al culto ed in condizioni precarie di conservazione, a sud della costruzione ed era dedicata a San Francesco di Paola. La cappella è provvista di una piccola sacrestia e di un coro con una balaustra di legno; non presenta l'abside ed accoglie all'interno una tela raffigurante San Francesco di Paola; ai lati vi sono due nicchie. L'altare è inesistente e i vari pezzi che lo componevano sono ammassati come rovine. Un tempo il Castello era la dimora dei padroni del feudo di Lizzano, i quali cercarono di renderlo accogliente ed ospitale. Fu soprattutto con i Duchi Clodinio, feudatari di Lizzano dal 1606 al 1677, che il castello, chiamato in quel tempo il Palazzo del Duca, conobbe un periodo di grande splendore, anche perché dovette raccogliere molte persone, che si recavano nel paese di Lizzano, in occasione delle feste, organizzate in onore di San Gaetano da Thiene, patrono del paese, allora ancora beato.